# Jabón azul y blanco portugués

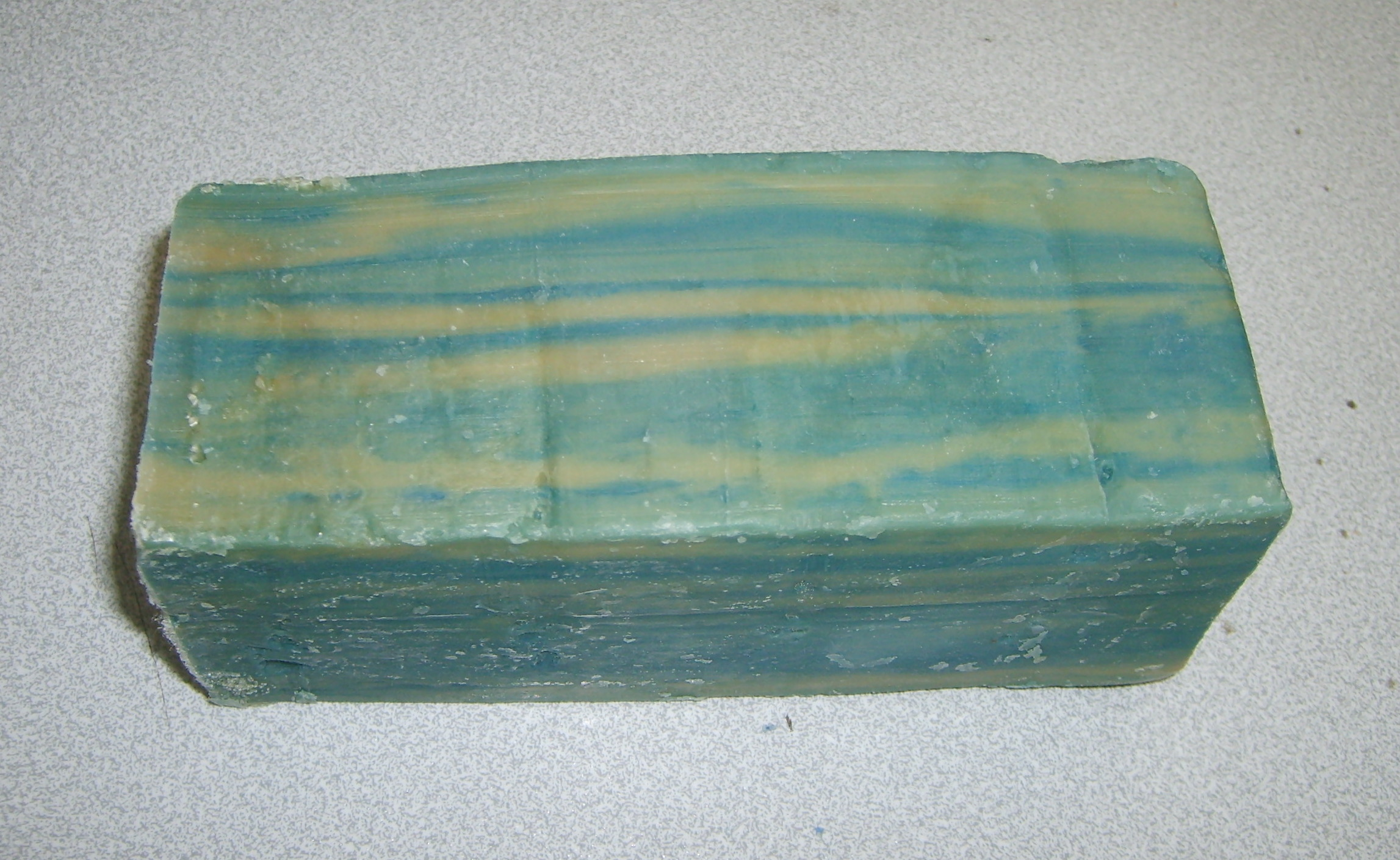
Jabón azul y blanco.

El jabón azul y blanco, (en portugués: sabão azul e branco) es un jabón utilizado para lavar la ropa, la casa y para la higiene personal. Es producido en Portugal y se exporta a varios países. Tradicionalmente se fabrica en barras de 400 y de 1.500 gramos.
El producto es fabricado por la empresa portuguesa Sovena. En 2008 se produjeron 6000 toneladas de jabón, de las cuales 2000 se comercializaron en Portugal mientras que se exportaron las restantes 4000 toneladas. Los principales destinos de exportación fueron Angola y Alemania.
Durante el brote de la epidemia de gripe A (H1N1) de 2009, Portugal se enfrentó al problema de la falta de gel para higiene en las escuelas más pequeñas. Con el fin de paliar esta situación, la ministra de salud de Portugal, Ana Jorge, indicó que el jabón azul y blanco puede ser utilizado por los niños, como desinfectante, para lavarse las manos.